# Championnat du Brésil de football de deuxième division 1990
Navigation
Serie B 1989 Serie B 1991
La saison 1990 de Série B est la douzième édition du championnat du Brésil de football de deuxième division, qui constitue le deuxième échelon national du football brésilien. 

## Compétition
Cette année 24 équipes participent au championnat. Au premier tour elles sont réparties dans 4 groupes de six équipes. Les équipes se rencontrent deux fois, les quatre premiers de chaque groupe se qualifient pour le deuxième tour.
Au deuxième tour les 16 équipes qualifiées sont réparties dans 4 groupes de 4 et se rencontrent en match aller et retour. Les deux premiers de groupe sont qualifiés pour le troisième tour.
Au troisième tour les huit équipes restantes sont réparties dans deux groupes de 4 et se rencontrent en match aller et retour. Les deux premiers de groupe s'affrontent en finale.
Le vainqueur est déclaré champion de deuxième division et est promu en championnat du Brésil 1991 avec le finaliste.

### Troisième tour

#### Groupe 1
| Rang | Équipe                | Pts | J | G | N | P | Bp | Bc | Diff |
| ---- | --------------------- | --- | - | - | - | - | -- | -- | ---- |
| 1    | Sport Club do Recife  | 9   | 6 | 3 | 3 | 0 | 8  | 5  | +3   |
| 2    | Guarani               | 8   | 6 | 3 | 2 | 1 | 10 | 3  | +7   |
| 3    | Juventude             | 6   | 6 | 2 | 2 | 2 | 6  | 5  | +1   |
| 4    | Moto Club de São Luís | 1   | 6 | 0 | 1 | 5 | 6  | 14 | -8   |

#### Groupe 2
| Rang | Équipe               | Pts | J | G | N | P | Bp | Bc | Diff |
| ---- | -------------------- | --- | - | - | - | - | -- | -- | ---- |
| 1    | Athletico Paranaense | 7   | 6 | 2 | 3 | 1 | 7  | 5  | +2   |
| 2    | Criciúma             | 6   | 6 | 2 | 2 | 2 | 6  | 5  | +1   |
| 3    | Operário Ferroviário | 6   | 6 | 2 | 2 | 2 | 5  | 9  | -4   |
| 4    | Catuense             | 5   | 6 | 2 | 1 | 3 | 7  | 10 | -3   |

### Finales
| 12 décembre 1990 | Athletico Paranaense | 1 – 1 | Sport Club do Recife | Pinheirão, Curitiba |  |
|                  |                      |       |                      |                     |  |

| 16 décembre 1990 | Sport Club do Recife | 0 – 0 | Athletico Paranaense | Stade Adelmar-da-Costa-Carvalho, Recife |  |
|                  |                      |       |                      |                                         |  |

Les deux équipes étant à égalité, Recife est déclaré champion ayant obtenu de meilleurs résultats au tour précédent.
Sport Club do Recife gagne son premier titre de champion de deuxième division, le club est promu en première division en compagnie du finaliste Athletico Paranaense.